# Anche gli zingari vanno in cielo
Anche gli zingari vanno in cielo (Tabor uchodit v nebo) è un film sovietico del 1976 diretto da Emil Loteanu.

## Trama
Inizi del XX secolo. Al confine tra due imperi ormai in dissoluzione, quello austro-ungarico e quello russo, si consuma la storia d'amore e morte di due zingari, Zobar e Rada. Zobar, ricercato dall'esercito per un furto di cavalli, viene gravemente ferito e curato dalla bella e indomabile Rada. I due si innamorano, ma nemmeno per il forte sentimento che prova per Zobar, Rada è disposta a rinunciare alla sua libertà. Schiavo delle convenzioni sociali della tribù, e incapace di condividere con Rada il nuovo senso di libertà che percorre l'Europa, Zobar la uccide.

## Riconoscimenti
- 1976 – Festival internazionale del cinema di San Sebastián
  - Concha de Oro